# فران سيرانو
فران سيرانو (بالإسبانية: Fran Serrano)‏ هو لاعب كرة قدم إسباني في مركز الدفاع، ولد في 20 أبريل 1995 في قرطبة في إسبانيا. لعب مع نادي قرطبة.

## وصلات خارجية
- فران سيرانو على موقع قاعدة بيانات كرة القدم.إي يو (الإنجليزية)
- فران سيرانو على موقع Soccerway.com (الإنجليزية)